# David Bondia Garcia
David Bondia Garcia és Doctor en Dret i professor de Dret internacional públic i a la Universitat de Barcelona. És també, des de l'any 2015, president de l'Institut de Drets Humans de Catalunya.
Ha contribuït com a assessor jurídic en informes del Fòrum de Síndics i Síndiques, Defensors i Defensores Locals de Catalunya. L'any 1998 va participar en la redacció de la Carta de Salvaguarda dels Drets Humans a la Ciutat. Ha participat també en la redacció del Pla de Drets Humans de Catalunya.
David Bondia es va mostrar molt crític amb l'aplicació de l'article 155, l'octubre de 2017, que va comportar la destitució del govern de la Generalitat i la dissolució del Parlament de Catalunya, considerant-lo una vulneració dels drets humans; per aquest motiu proposà apel·lar al Tribunal Europeu de Drets Humans.

## Obres
- 2004: Régimen jurídico de los actos unilaterales de los estados (J. M. Bosch Editor)
- 2006: El desarrollo de la Convención sobre los Derechos del Niño en España (et al., J. M. Bosch Editor)
- 2007: Los desafíos de los derechos humanos hoy (et al., Editorial Dykinson)
- 2009: Víctimas invisibles, conflicto armado y resistencia civil en Colombia (et al., Editorial Huygens)
- 2011: Los movimientos sociales en la construcción del estado y de la nación intercultural (et al., Editorial Huygens)
- 2011: Seguridad humana y construcción de paz en Colombia (et al., Editorial Huygens)
- 2013: The Colombian Enigma (amb Toni jiménez, Editorial Huygens)
- 2015: Defender a quien defiende : Leyes mordaza y criminalización de la protesta en el Estado español (Icaria Editorial)[8]